# Valentin Konšek
Valentin Konšek (Konschegg), gimnazijski profesor, politik, tudi vodja Botaničnega vrta v Ljubljani, * 4. februar 1816 na Trojanah, † 16. julij 1899 v Ljubljani.

## Študij in delo
Študiral je pravo v Gradcu, poučeval na gimnazijah v Mariboru, Celju, Ljubljani in Kranju. Leta 1841 je postal suplent na gimnaziji v Mariboru, leta 1842 pa učitelj gramatike v Celju. V avgustu 1848 je bil imenovan za začasnega učitelja slovenščine. V letu 1854 je odšel na Dunaj, opravil usposobljenostni izpit iz naravoslovja za višje gimnazije ter v letu 1854 dobil profesuro na gimnaziji v Mariboru. Od tu je bil še istega leta premeščen na ljubljansko gimnazijo, kjer je služboval do upokojitve v letu 1886. Vmes je v letih 1861/62 bil profesor in provizorični vodja novoustanovljene nižje gimnazije v Kranju.
V letih 1848-49 je bil urednik v Celju izhajajočega tednika Celjske slovenske novine. Ukvarjal se je tudi z naravoslovjem Kranjske ter objavil je več razprav s tega področja. Do 1881 je bil urednik slovenskega besedila deželnega tednika za Kranjsko. 
Vodstvo Botaničnega vrta je prevzel po Fleischmannovi smrti (5. junija 1867) in ga vodil do leta 1886. V njegovem času je vrt dobil alpinetum s 150 vrstami alpskih rastlin.
Leta 1868 so v vrtu zasadili drevesnico sadnega drevja, ki je bila namenjena poučevanju učiteljiščnikov o sadjarstvu. V letih 1872/73 so drevesnico dopolnili še s 100 vrstami. Po navedbah Pavlina je v njegovem času vrt nazadoval prav na račun pospeševanja sadjarstva.